# Bundskat
Bundskatten har siden 1994 været en del af det danske indkomstskattesystem. I 2019 er det en skat på 12,16 %, som betales af personlig indkomst over personfradraget på 46.200 kr. (35.300 kr. for personer under 18 år). I indkomståret 2019 forventes ca. 4,4 mio. personer at betale bundskat. Det svarer til 89 % af alle skattepligtige. De resterende 11 % forventes at få en indkomst, der er lavere end personfradraget.
I årene 2012-19 er bundskattesatsen steget betydeligt fra knap 4 % til godt 12 %, primært som følge af udfasningen af sundhedsbidraget.

## Bundskattens historie
Navnet bundskat blev indført ved skattereformen, der blev vedtaget af Folketinget i 1993 med ikrafttrædelse fra indkomståret 1994. Skatten afløste sammen med mellemskatten og topskatten et tilsvarende tidligere system af progressive statsskatter. Bundskatten var tænkt som den brede skat, som alle almindelige skatteydere ville komme til at betale. Det var en modsætning til mellem- og topskatten, som udgjorde den progressive del af indkomstskattesystemet, idet kun personer med en ret høj indkomst kom til at betale disse skatter.Andelen af alle skattepligtige, som betaler bundskat, har således i alle år fra indførelsen i 1994 ligget på lige omkring 90 % alle skattepligtige.
Selve bundskattesatsen har imidlertid varieret meget i tidens løb. I 1994 udgjorde bundskatten 14,5 % af den skattepligtige indkomst, men satsen blev som følge af 1994-skattereformens indfasning gradvis sænket til 8 % frem til 1999. I 1999 blev en ny skattereform, pinsepakken, vedtaget, ifølge hvilken bundskatten sænkedes yderligere til 5,5 % i løbet af perioden 1999-2002. Samtidig blev grundlaget for skatten - den indkomst, som skatten beregnes i forhold til - ændret, så ligningsmæssige fradrag og rentefradrag fra 2002 ikke længere kunne fratrækkes i bundskatten. Det var et led i den almindelige udvikling i det danske skattesystem, hvor skatteværdien af såvel rentefradrag som andre fradrag gradvis er blevet mindre værd, samtidig med at selve skattesatserne er blevet sænket. Formålet har været at gøre skattesystemet mere robust og mindre forvridende.
I 2002 blev det officielle danske skattestop indført, hvis hovedprincip var, at ingen skatter eller afgifter måtte hæves. Da den samlede kommuneskat alligevel steg i nogle af årene fra 2002 til 2011, blev bundskatten derfor sænket tilsvarende for at overholde en konstant beskatning samlet set. Det medførte samtidig, at satsen for bundskatten fik nogle mere skæve størrelser: I 2004 og 2006-08 var satsen 5,48 %, og i 2009 blev den 5,04 pct.
I 2009 blev en ny skattereform vedtaget (kaldet Forårspakke 2.0). Den sænkede bundskattesatsen med 1½ pct.point i 2010, men udfasede samtidig sundhedsbidraget på den måde, at sundhedsbidraget (der var på 8 % i 2007-11) blev reduceret med 1 pct.point hvert år fra 2012 til 2018, og fra 2018 udgik sundhedsbidraget helt af det danske skattesystem. Samtidig steg bundskatten med 1 pct.point i de samme år. Formålet med denne manøvre var en yderligere fradragssanering, idet rente- og ligningsmæssige fradrag var fradragsberettigede i sundhedsbidraget, men ikke i bundskatten.
Som følge af 2009-skattereformen, en fortsat korrektion i bundskatten som følge af skattestoppet og kommuneskatteændringerne  samt en aftale fra november 2016 om afskaffelse af PSO-afgiften, der bl.a. blev finansieret ved en lille stigning i bundskatten, er bundskattesatsen blevet ændret årligt siden 2010:
2010: 3,67 %
2011: 3,64 %
2012: 4,64 %
2013: 5,83 %
2014: 6,83 %
2015: 8,08 %
2016: 9,08 %
2017: 10,08 %
2018: 11,13 %
2019: 12,13 %

## Ændringer i bundskatten 2020-22
Aftalen om afskaffelse af PSO-afgiften og dennes finansiering via bundskatten fører også til ganske små forventede stigninger ibundskatten i 2020-22:
2020: 12,17 %
2021: 12,17 %
2022: 12,18 %